# ニシャ・アユブ
ニシャ・アユブ（Nisha Ayub、1979年4月5日 - ）は、マレーシアのトランスジェンダー当事者の活動家。トランスジェンダーなどへの支援活動を行う「シード財団」などの設立者の1人である。2016年にトランス女性として初めて、アメリカ合衆国国務省による国際勇気ある女性賞を受賞した。

## 来歴

### 幼少期
1979年4月5日、マレーシアのマラッカに生まれる。母がインド・スリランカ系、父がマレー人である。アユブが6歳のとき父が交通事故で亡くなり、その後は母方のクリスチャン家族に育てられた。アユブの母はイスラームへの改宗者である。アユブが9歳のとき、黒いドレスにウィッグを着けたバレリーナとして仮装コンテストに参加したところ、これが本当の自分だと気付いた。当時は自分がトランスジェンダーだとは分からず、ゲイだと思っていたという。

### 投獄と活動
トランス女性としての彼女の生き方は、同国のシャリーア法と衝突した。州レベルのシャリーア法で、男性が女性の装いをして公に現れることは禁止されており、アユブは2000年に3か月間にわたって投獄された。男性の監獄に収容され、その間所長や他の囚人から性的暴行を受けた。「彼らはみんなの前で裸になるよう言い、私の体が男性や女性のあるべき姿に適合していないからと私を嘲笑した」と当時のことを語っている。
収容中・釈放後に繰り返し自殺を図り、その後同国では多くのトランス女性が従事するセックスワーカーとして働いた。トランスジェンダーの権利擁護活動を始めてからは、シード財団やJustice for Sistersといった非政府組織を共同設立した。2015年には街中で襲撃された。

## 栄誉

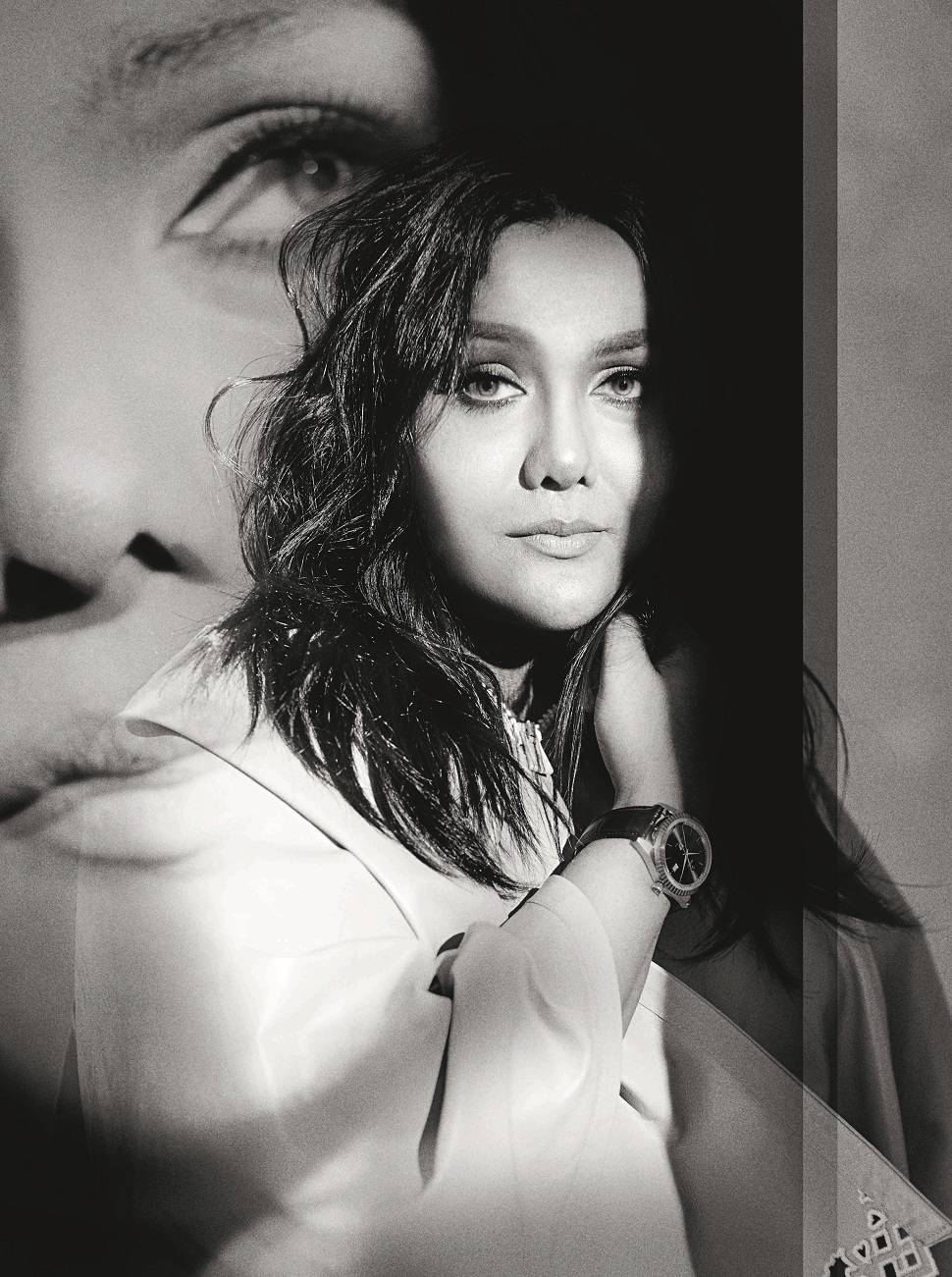
リチャード・グレイによるフォト。

アユブは2015年、シンガポールのゲイ雑誌『エレメント』が主導して国連開発計画も後援する「アジアのLGBTの偉業賞」を受賞し、トランスジェンダーを抑圧するマレーシアの法に対する大胆な反対活動に対して、ヒューマン・ライツ・ウォッチによりアリソン・デ・フォージュ人権活動家賞を贈られた。翌年にはオープンリーのトランス女性として初めて国際勇気ある女性賞を受賞した。
同2016年、サンディエゴが4月5日を「ニシャ=アユブ・デイ」とすると宣言した。宣言の中で市長ケビン・フォールコナー（当時）は「ニシャ・アユブは彼女の国そして国境を越えて全ての人の平等と保護のための闘いを続けている」と評した。

### 受賞歴
| 年                           | 組織                                 | 賞                 | 出典   |
| ---------------------------- | ------------------------------------ | ------------------ | ------ |
| 2015                         |                                      |                    |        |
| ヒューマン・ライツ・ウォッチ | アリソン・デ・フォージュ人権活動家賞 | [ 5 ]              |        |
| 2016                         | 米国国務省                           | 国際勇気ある女性賞 | [ 3 ]  |
| 2019                         | 英国放送協会（BBC）                  | 100人の女性        | [ 12 ] |